# 粉糖

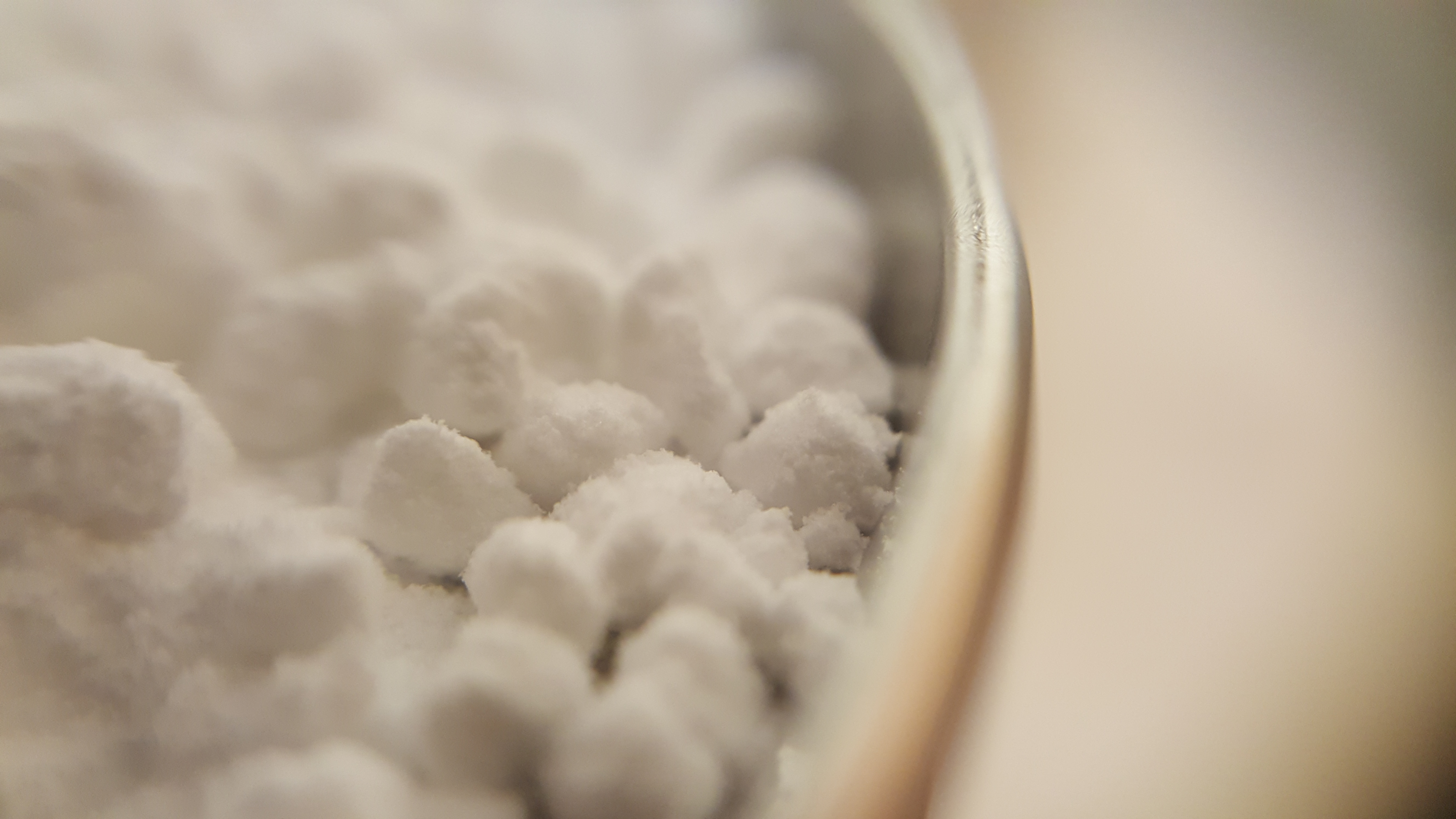
ふるいにかけられていない粉糖の拡大写真

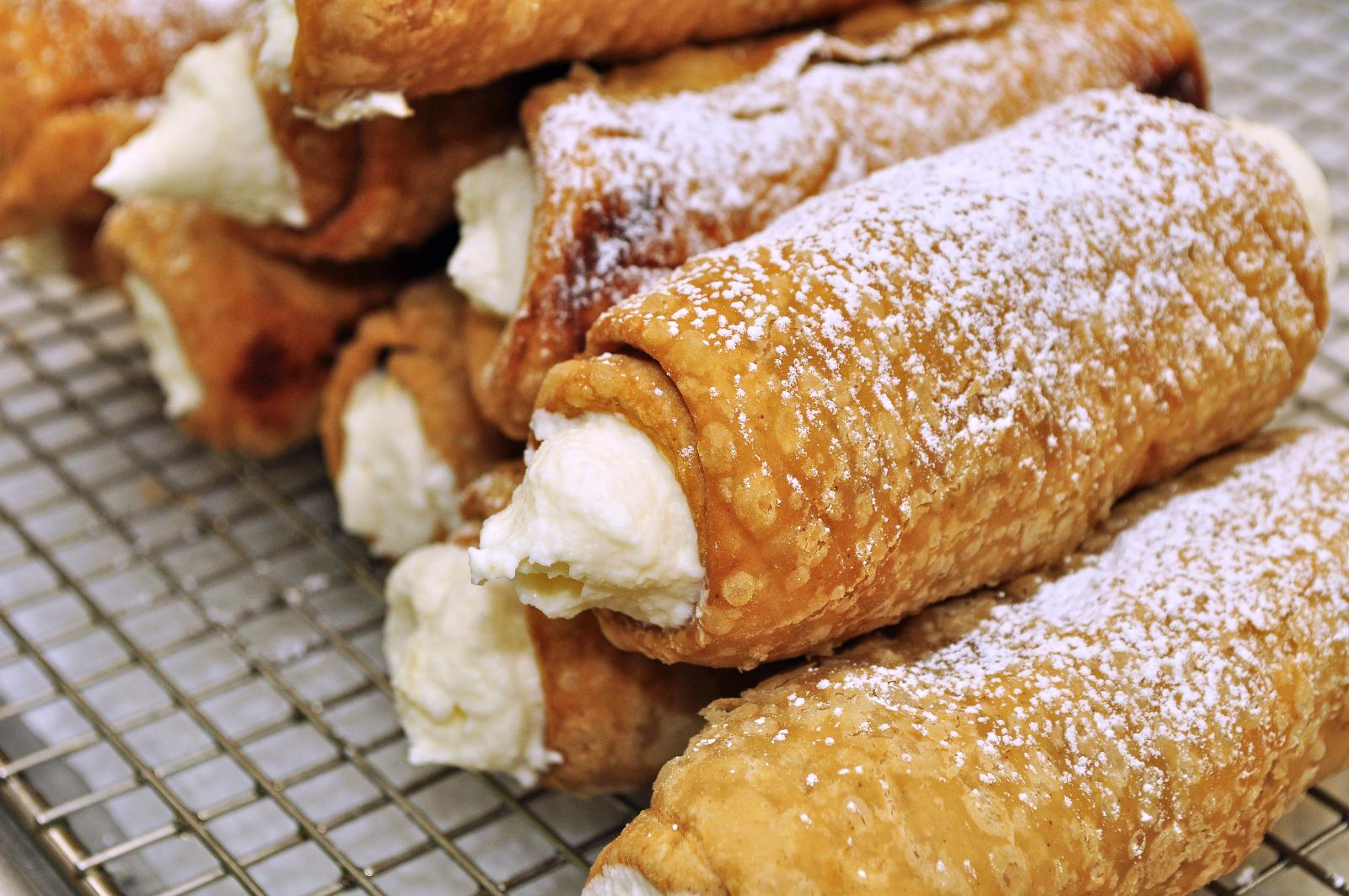
粉糖のかかったカンノーロ

粉糖（ふんとう）あるいは粉砂糖（こなざとう　英語: Powdered sugar）とは、グラニュー糖を粉状に挽いて作る、細かい粉末の砂糖である。これはアイシングシュガー（英語: icing sugar）やアイシングケーキ（英語: icing cake）とも呼ばれる。粉糖は通常は工場で精製されるが、普通のグラニュー糖をコーヒーミルで挽いたり、乳鉢で擂ったりして作ることもできる。
粉糖は料理を大量に生産する場合に素早く溶かした砂糖が必要とされるときに利用される。家庭料理ではアイシングやフロスティングその他のケーキデコレーションを作る際に主に使用される。また、しばしば焼き菓子やパンに微妙な甘さと繊細な彩りを加えるために振りかけられる。
粉糖には様々な粒度のものがあり、最も一般的なのはXXX、XXXXと10Xである。Xの数字が大きいほど、粒度が細かい。細かいものほど湿気を吸いやすく、固まりになりやすいことから、固化防止剤としてコーンスターチやリン酸三カルシウムを3%から5%加え、吸湿による集塊を防止するとともに砂糖粒間の摩擦を減らして流動性をよくしている。
粉糖には固化防止のため、デキストリンが添加されている。そのため、紅茶やコーヒーに入れるグラニュー糖の代わりとしては使用できない。

## 類似品
グラニュー糖（細目、焼き菓子用等と記載されたもの）
粉糖よりは粒子が大きいが、通常のグラニュー糖のおおよそ半分の大きさである。
スノウパウダー（スノウシュガー）
溶かしていない粉糖であり、ブドウ糖や澱粉、その他の固化防止剤を含むことがある。冷却が必要なケーキやペイストリーに振りかけた時に形を保つのに便利である。これはデコレーションのために使用される。